# Борский сельсовет (Сухобузимский район)
Бо́рский сельсове́т — муниципальное образование со статусом сельского поселения в Сухобузимском районе Красноярского края России.
Административный центр — посёлок Борск.

## Население
| 2010 | 2012  | 2013  | 2014  | 2015  | 2016  | 2017  |
| ---- | ----- | ----- | ----- | ----- | ----- | ----- |
| 1639 | ↘1634 | ↘1612 | ↘1602 | ↘1554 | ↗1567 | ↘1541 |

## Состав сельского поселения
| Название | Статус  | Население | Расстояние от районного центра, км | Расстояние от центра сельского поселения, км | ОКТМО          | Координаты                      |
| -------- | ------- | --------- | ---------------------------------- | -------------------------------------------- | -------------- | ------------------------------- |
| Борск    | посёлок | 817       | 26                                 | адм. центр                                   | 04 651 425 101 | 56°26′20″ с. ш. 92°54′25″ в. д. |
| Шилинка  | посёлок | 822       | 36                                 | 10                                           | 04 651 425 106 | 56°32′17″ с. ш. 92°54′54″ в. д. |

## Местное самоуправление
Глава муниципального образования — Рубин Валерий Сергеевич, избран 14 марта 2010 года, срок полномочий — 5 лет. Адрес администрации: 663053, Сухобузимский район, п.Борск, ул.Юбилейная, 1 телефон: +7 (39199) 3-52-51.